# Henningskälen
Henningskälen (äldre namn Hedningsflokälen) är en by i Ströms distrikt (Ströms socken), Strömsunds kommun i Jämtland. 
Byn, som är en så kallad höghöjdsby med 451 meter över havet, ligger vid länsväg 339 i Ströms distrikts västra del. I Henningskälens västra utkant rinner Öjån, vilken också är gränsen mot Krokoms kommun. Närmaste byar är Flykälen i Laxsjö distrikt, Krokoms kommun, drygt 5 kilometer västerut, och Bredkälen, drygt 9 kilometer österut. Byns sydöstra utkant ligger formellt inom Yxskaftkälens bys gräns (i Gåxsjö distrikt).

## Historia
Första nybyggaren var Olof Felt vilken 1826 ansökte om att få anlägga nybygget Hedningsflo-Tjälen. Marken tillhörde då Yxskaftkälens kronomark. I en skrivelse 1829 intygade Yxskaftkälens byamän att de inte hade något emot att ett nybygge anlades på deras avradsland. 1827 ansökte Pär Olofsson, Gustaf Adolf Dahl och Eric Hansson (som dock året därpå överlät sin rätt till brodern Sifvert) om tillstånd att få upparbeta nybyggen på Hedningsflokälen. När avvittring företogs av Henningskälen 1834–1835 bestod den av fyra gårdar. 1850 överfördes Henningskälen från Hammerdals socken till Ströms socken. 1942 ändrades byns namn från Hedningsflokälen till det nuvarande.